# براونشوایگ (منطقه)
براونشوایگ (به آلمانی: Regierungsbezirk Braunschweig) یک رگیرونگسبتسیرک در آلمان است که در نیدرزاکسن واقع شده‌است. براونشوایگ ۱٬۶۵۹٬۳۹۶ نفر جمعیت دارد.